# Voleibol de praia nos Jogos Pan-Americanos de 1999
As competições de voleibol de praia nos Jogos Pan-Americanos de 1999 em Winnipeg, Canadá, foram realizadas de 29 de julho a 4 de agosto.

## Masculino
| Rank | Final ranking                                        |
| ---- | ---------------------------------------------------- |
|      | Jody Holden e Conrad Leinemann (CAN)                 |
|      | Lula Barbosa e Adriano Garrido (BRA)                 |
|      | Roberto Lopes e Franco Neto (BRA)                    |
| 4.   | Ihosvany Chambers e Lazaro Milian Carvajal (CUB)     |
| 5.   | Juan Rodriguez Ibarra e Joel Sotelo (MEX)            |
| 5.   | Willie de Jesus e Amaury Velasco (PUR)               |
| 7.   | Brian Gatzke e Dan Lewis (CAN)                       |
| 7.   | Scott Davenport e Collin Smith (USA)                 |
| 7.   | Peter Goers e Brad Torsone (USA)                     |
| 10.  | Zlatko Piskulich e Alexánder Villegas (CRC)          |
| 10.  | Daniel Ignasio Sanchez e Walter Anibal Sanchez (HON) |
| 10.  | Aegidio Juliana e Otmar Kalmez (AHO)                 |

## Feminino
| Rank | Classificação final                         |
| ---- | ------------------------------------------- |
|      | Shelda Bede e Adriana Behar (BRA)           |
|      | Marsha Miller e Jenny Pavley (USA)          |
|      | Laura Almaral e Mayra Huerta (MEX)          |
| 4.   | Barb Broen Ouellette e Christine Pack (CAN) |
| 5.   | Adriana Bento e Mônica Paludo (BRA)         |
| 5.   | Carrie Dodd e Liz Pagano (USA)              |
| 7.   | Noemi Blanco e Mayra Ferrer del Valle (CUB) |
| 7.   | Tamara Larrea e Maru Quevedo (CUB)          |
| 7.   | Patricia Castro e Sonia Pino (HON)          |
| 10.  | Jennifer Harkness e Sue Lesage (CAN)        |
| 10.  | Ana Aquino e Ligia Salazar (ESA)            |
| 10.  | Yadeizi Abreu e Nelitza Zambrano (VEN)      |